# Juan de Garchitorena
Juan de Garchitorena (Manila, 24 marzo 1898 – Santa Barbara, 27 giugno 1983) è stato un calciatore e attore filippino naturalizzato statunitense.
In campo cinematografico adottò lo pseudonimo di Juan Torena.

## Biografia
Ritenuto erroneamente d'origine argentina, Garchitorena era nato a Manila negli ultimi mesi del dominio spagnolo sulle Filippine prima della loro annessione agli Stati Uniti d'America, ed aveva origini basche.
Dopo aver giocato a calcio in Spagna ed in patria, si trasferì negli Stati Uniti ove divenne attore con il nome di Juan Torena. Noto latin-lover, ebbe una relazione con Myrna Loy prima di sposarsi con Natalie Moorhead.
Prese nazionalità statunitense il 26 marzo 1954.

### Calciatore
Nel 1916 Garchitorena venne ingaggiato dal Barcellona che lo tesserò come spagnolo a causa del divieto di ingaggiare stranieri per le competizioni in terra iberica.
Nel primo anno gioca alcune partite nel campionato catalano 1916-1917 prima che l'inganno perpetrato dal suo club venisse scoperto dai rivali cittadini dell'Espanyol, causando la squalifica del giocatore sino al maggio 1918 e la sconfitta a tavolino per i blaugrana negli incontri in cui era stato schierato. Quest'episodio divenne noto come Caso Garchitorena e viene considerato come il primo scandalo mediatico del calcio spagnolo.
Ritornato a giocare incontri ufficiali nel 1918, vinse con il blaugrana il campionato catalano 1918-1919. Qualificato con i suoi per la Coppa del Re 1919, giocò nella finale del torneo persa contro l'Arenas Getxo per 5-2.
In patria ha giocato nel Casino Español.

#### Palmarès
- Campionato catalano di calcio: 1

Barcellona: 1919

### Attore
Trasferitosi in California Garchitorena iniziò la sua carriera di attore prendendo il nome d'arte di Juan Torena. Recitò in molti film statunitensi in lingua spagnola come Sombras de gloria (1930), There Were Thirteen (1931) e Nothing More Than a Woman (1934).
Torena recitò anche in alcuni film in lingua inglese come Storm Over the Andes (1935), Captain Calamity (1936) ed Espionage (1937). Dopo la seconda guerra mondiale è nel cast del film del regista austriaco Fritz Lang I guerriglieri delle Filippine nel ruolo di Juan Martinez.

## Filmografia
- Sombras habaneras, regia di René Cardona e Cliff Wheeler  (1929)
- Sombras de gloria, regia di Andrew L. Stone e Fernando C. Tamayo (1930)
- El hombre malo, regia di Roberto E. Guzmán e William C. McGann (1930)
- El precio de un beso, regia di Marcel Silver e James Tinling (1930)
- Del mismo barro, regia di David Howard (1930)
- El valiente, regia di Richard Harlan (1930)
- Camino del infierno, regia di Richard Harlan (1931)
- El impostor, regia di Lewis Seiler (1931)
- Eran trece, regia di David Howard (1931)
- La rosa del Texas (The Gay Caballero), regia di Alfred L. Werker (1932)
- Una viuda romántica, regia di Louis King (1933)
- La cruz y la espada, regia di Frank R. Strayer e Miguel de Zárraga (1934)
- Nada más que una mujer, regia di Harry Lachman (1934)
- Tempesta sulle Ande, regia Christy Cabanne (1935)
- Angelina o el honor de un brigadier, regia di Louis King e Miguel de Zárraga (1935)
- Sotto il segno di El Toro (The Eagle's Brood), regia di Howard Bretherton (1935)
- Te quiero con locura, regia di John Boland (1935)
- Alas sobre El Chaco, regia di Christy Cabanne (1935)
- De la sartén al fuego, regia di John Reinhardt (1935)
- El crimen de media noche, regia di Bernard B. Ray e Jesús Topete (1936)
- Messaggio segreto (A Message to Garcia), regia di George Marshall (1936)
- Captain Calamity, regia di John Reinhardt (1936)
- El capitan Tormenta, regia di John Reinhardt (1936)
- Meet Nero Wolfe, regia di Herbert Biberman (1936)
- Il diavolo a cavallo, regia di Crane Wilbur (1936)
- El carnaval del diablo, regia di Crane Wilbur (1936)
- Espionage, regia di Kurt Neumann (1937)
- Capitan Jim, regia di Charles Lamont (1937)
- La vida bohemia, regia di Josef Berne (1938)
- Mis dos amores, regia di Nick Grinde (1938)
- El romance del palmar, regia di Ramón Peón (1938)
- Verbena trágica, regia di Charles Lamont (1939)
- I guerriglieri delle Filippine (American Guerrilla in the Philippines), regia di Fritz Lang (1950)
- Il mio uomo (My Man and I), regia di William A. Wellman (1952)